# 白仁裕介
白仁 裕介（しらに ゆうすけ、1977年8月15日 - ）は、日本の俳優。東京都新宿区出身。アールジュー 所属。

## 略歴
学生時代より小劇場などで活動。卒業後は映像制作会社に就職するが2004年に退社、俳優活動を再開し、現在に至る。以後、映画・ドラマ・TV-CMなど映像作品を中心に出演。
2007年からは、赤塚真人が主宰する劇団裏長屋マンションズに参加。中軸俳優として舞台公演にも出演する。日本映画俳優協会会員。2017年より、株式会社アールジュー所属。
官選栃木県知事、日本郵船社長等を歴任した日本の内務官僚・実業家、白仁武は曾祖父にあたる。

## 人物
無類の鉄道ファンであることから、趣味に関わるキャラクター設定も多い。幼少期から鉄道に親しみ、鉄道写真やNゲージ鉄道模型等にも造詣が深い。趣味は旅、鉄道、写真、軟式野球、基礎スキー。大型二種（バス）免許所持。2006年春公開の映画『ナイスの森〜The First Contact〜』でスクリーンデビューしたが、作中でも、学生服に鉄道員の制帽をかぶった奇異なキャラクター「電車」を演じている。

## 出演

### テレビ

#### NHK・NHK BSなど
- タイムスクープハンター 第2シーズン第4話「"算額"頭脳バトル」篇（初回放送 2010年4月19日、NHK、P.I.C.S.、監督：中尾浩之） - 遊歴の算師・橋爪万作 役（当話主演）
- デザインあ（2011年 - 、NHK Eテレ）デッサンあ、モノ目線 等コーナー出演
- ヨメとダンナの493日〜おもろい夫婦の「がんフーフー日記」〜（初回放送 2012年3月4日、NHK BSプレミアム、葵プロモーション、ディレクター：戸田直秀） - 夫婦の友人 今井洋一 役
- 基礎英語ミニ「Episode17」（初回放送 2012年8月1日、NHK Eテレ） - 旅立つ落語家 役
- シリーズ・江戸川乱歩短編集 1925年の明智小五郎「屋根裏の散歩者」（初回放送 2016年1月24日、NHK BSプレミアム、テレコムスタッフ、監督：渋江修平） - 被害者遠藤の友人 北村 役
- シリーズ・横溝正史短編集 金田一耕助 登場！「百日紅の下にて」（初回放送 2016年11月26日、NHK BSプレミアム、テレコムスタッフ、監督：渋江修平） - 主人公佐伯の書生 鬼頭準一 役
- 先人たちの底力 知恵泉 鉄道の父・井上勝（初回放送 2018年3月13日、NHK Eテレ） - 長州五傑 井上馨 役ほか
- バカボンのパパよりバカなパパ（初回放送 2018年6月30日、NHK、原作：赤塚りえ子、演出：伊勢田雅也・吉村昌晃） - スナック潤子の常連客 ※
- 昭和元禄落語心中 第7回「昇進」（初回放送 2018年11月23日、NHK、NHKエンタープライズ、テレパック、脚本：羽原大介、監督：小林達夫） - 楽屋の漫才師 役
- 少年寅次郎 第3話（初回放送 2019年11月2日、NHK、NHKエンタープライズ、脚本：岡田惠和、監督：本木一博） - 朝日印刷の工員 ※
- 少年寅次郎スペシャル（初回放送 2020年12月4日、NHK、NHKエンタープライズ、脚本：岡田惠和、監督：本木一博） - 国民服の男 ※
- シリーズ・江戸川乱歩短編集 Ⅳ 第２回「新！少年探偵団」（初回放送 2021年3月24日、NHK BSプレミアム、テレコムスタッフ、監督：渋江修平） - 羽柴少年 役
- 特集ドラマ 裕さんの女房（初回放送 2021年4月17日、NHK BSプレミアム、BS4K、ＮＨＫエンタープライズ、The icon、原作：村松友視、脚本：神山由美子、演出：黛りんたろう）- 石原プロ創設会見の司会者 ※
- 大河ドラマ 青天を衝け 第22回「篤太夫、パリへ」（初回放送 2021年7月11日、NHK、脚本：大森美香、演出：田中健二）- ホトグラフの写真師 ※
- ダークサイドミステリー 「本当にあった！？日本史怪事件ファイル〜稲生物怪録〜」（初回放送 2021年8月12日、NHK BSプレミアム、BS4K）- 稲生武太夫 役
- 星新一の不思議な不思議な短編ドラマ 「善良な市民同盟 前・後編」（初回放送 2022年5月3日・10日、NHK BSプレミアム、BS4K、制作：NHKエンタープライズ、制作・著作：NHK・テレコムスタッフ、脚本・演出：安里麻里）- 青果店店主 役
- 大河ドラマ どうする家康 第10回「側室をどうする！」（初回放送 2023年3月12日、NHK、脚本：古沢良太、演出：小野見知）- 側室面接の受付家臣 ※

#### 日本テレビ系列
- 有吉ゼミSP（放送 2018年6月18日、日本テレビ） - 再現 ツートン青木 役
- BS笑点ドラマスペシャル『五代目三遊亭圓楽』（初回放送 2019年1月12日、制作協力：ユニオン映画、制作著作：BS日テレ、脚本：寺田敏雄、監督：猪股隆一） - 5代目三遊亭圓窓 役
- 3年A組-今から皆さんは、人質です-（初回放送 2019年3月10日、制作協力 - AXON、製作著作 - 日本テレビ、演出 - 小室直子） - 保護者 役
- 偽装不倫 第1話（初回放送 2019年7月10日、制作協力：光和インターナショナル、製作著作：日本テレビ、原作：東村アキコ、脚本：衛藤凛、監督：鈴木勇馬） - 派遣先の西田課長 役
- 有働＆水卜の知らなかった！2020 ～あのニュースの真実～「武漢からの日本人救出作戦」再現（初回放送 2020年12月15日、日本テレビ、passion）- 帰国する駐在員 役
- 恋はdeepに 第5話（初回放送 2021年5月12日、制作協力：AX-ON、製作著作：日本テレビ、脚本：徳尾浩司、演出：伊藤彰記）- 盛り上がる居酒屋客 ※
- ボイスII 110緊急指令室 VOL.02（初回放送 2021年7月17日、制作協力：AX-ON、製作著作：日本テレビ、脚本：浜田秀哉、演出：大谷太郎）- 検問の警察官 ※
- 霊媒探偵・城塚翡翠 #04（初回放送 2022年11月6日、制作協力：AX-ON、製作著作：日本テレビ、原作：相沢沙呼、脚本：佐藤友治、相沢沙呼、演出：菅原伸太郎）- 検視官 ※
- 日本テレビ開局70年スペシャルドラマ「テレビ報道記者〜ニュースをつないだ女たち〜」（初回放送 2024年3月5日、制作：ケイファクトリー、製作：日本テレビ、脚本：ひかわかよ、演出：狩山俊輔）- 消防無線の声 ※
- 花咲舞が黙ってない 第3シリーズ 第9話（初回放送 2024年6月8日、制作協力：AX-ON、製作著作：日本テレビ、脚本：ひかわかよ、演出：森雅弘）- 城西警察署の声 ※
- 相続探偵 第8話（初回放送 2025年3月15日、制作協力：AX-ON、製作著作：日本テレビ、脚本：西荻弓絵、演出：本多繁勝）- 島田正樹の話に取り合わない親戚 ※

#### テレビ朝日系
- たけしの健康エンターテインメント！みんなの家庭の医学（2011年 - 、ABC） - セカンドオピニオン 内科医 役
- 相棒
  - season16 元日SP 第10話「サクラ」（初回放送 2018年1月1日、制作：東映、テレビ朝日、脚本：太田愛、監督：内片輝） - 納会の司会者 役
  - season17 第8話「微笑みの研究」（初回放送 2018年12月5日、テレビ朝日、脚本：金井寛、監督：権野元） - 心を読まれる営業マン 役
- DOCTORS〜最強の名医〜 新春スペシャル（初回放送 2018年1月4日、制作協力 - アズバーズ、制作著作 - テレビ朝日、演出 - 本橋圭太） - オペの中継スタッフ 役
- 未解決の女 警視庁文書捜査官 第2話（初回放送 2018年4月26日、テレビ朝日、アズバーズ、演出：田村直己） - 地下アイドルオタクの医師 榊原 役
- 弁護士といっしょですSP（放送 2018年6月16日、テレビ朝日） - 再現 峰竜太 役
- 緊急取調室
  - 3rd SEASON 第1話「私が撃ちました」（初回放送 2019年4月11日、制作協力：アズバーズ、制作著作：テレビ朝日、脚本：井上由美子、監督：常廣丈太） - 無線連絡する警察官 役
  - 4th SEASON 第6話「怪物の逃走」（初回放送 2021年8月26日、制作協力：アズバーズ、制作著作：テレビ朝日、脚本：井上由美子、監督：常廣丈太）- 特殊犯捜査係 桃田朗 役
- ドラマスペシャル アガサ・クリスティ「予告殺人」（初回放送 2019年4月14日、テレビ朝日、脚本：長坂秀佳、監督：和泉聖治） - 科研の研究員 役
- サイン-法医学者 柚木貴志の事件- FILE4（初回放送 2019年8月8日、制作協力：トータルメディアコミュニケーション、製作著作：テレビ朝日、脚本： 香坂隆史、監督：山本大輔） - 第一発見者 役
- 微笑む人（初回放送 2020年3月1日、テレビ朝日、原作：貫井徳郎、脚本：秦建日子、監督：落合正幸） - 法廷の廷吏 役
- ケイジとケンジ〜所轄と地検の24時〜 第6話「消えた死体!?」（初回放送 2020年2月20日、制作協力：アズバーズ、制作著作：テレビ朝日、脚本：福田靖、監督：及川拓郎） - 無線指令の声 役
- お花のセンセイ（初回放送 2020年8月30日、テレビ朝日、ユニオン映画、脚本：関えり香、監督：本橋圭太、主演：沢口靖子）- 鳳丸子の早逝した父親 役
- 庶務行員・多加賀主水５（初回放送 2020年9月24日、テレビ朝日、MMJ、脚本：安井国穂、監督：今井和久、主演：高橋克典）- 取引先の男 ※
- 発進！ミライクリエイター「100%リサイクルにしてゴミをなくす！？」再現（初回放送 2021年7月17日、テレビ朝日）- 上勝町のプロジェクトメンバー 役
- 漂着者 第1話（初回放送 2021年7月23日、制作協力：アズバーズ、制作著作：テレビ朝日、原作・企画：秋元康、脚本：神田優、演出：本橋圭太）- 鑑識捜査員 ※
- 正しい恋の始めかた（初回放送 2023年1月2日、制作協力：アクシーズ、制作著作：テレビ朝日、脚本：綿種アヤ、監督：堀江貴大）- 国際経営論の教授 役
- 新春ドラマスペシャル DOCTORS～最強の名医～ファイナル（初回放送 2023年1月3日、制作協力：アズバーズ、制作著作：テレビ朝日、脚本：福田靖、演出：本橋圭太） - 入院患者 大川大吾 役
- やっぱそれ、よくないと思う。（初回放送 2023年1月6日、制作協力：ギークサイト、制作著作：テレビ朝日、脚本：澤本嘉光、監督：伊勢田世山）- マスター 役
- ケイジとケンジ、時々ハンジ。（初回放送 2023年5月18日、制作協力：アズバーズ、制作著作：テレビ朝日、脚本：福田靖、監督：松本喜代美） - 上川浩 役 ほか
- シッコウ!!～犬と私と執行官～（初回放送 2023年8月8日、制作協力：アズバーズ、制作著作：テレビ朝日、脚本：大森美香、監督：田村直己） - 買受人B 役
- グレイトギフト（初回放送 2024年3月14日、制作協力：アズバーズ、製作：テレビ朝日、脚本：黒岩勉、監督：本橋圭太） - 面接官A ※
- プライベートバンカー 最終話（初回放送 2025年3月6日、制作協力：アズバーズ、製作：テレビ朝日、脚本：小峯裕之、監督：西浦正記） - 西北銀行 清水 役
- タモリステーション 第18回「“新幹線60年物語”」再現（初回放送 2025年4月25日、制作：テレビ朝日）- 技術課スタッフ小川 役

#### TBS系列
- ブラッディ・マンデイ Season2 第5話（初回放送 2010年2月20日、製作：東宝、TBS、脚本：渡辺雄介、演出：平野俊一） - スラム街の男 ※
- 月曜名作劇場 鑑識捜査官 亀田乃武夫の臨場ファイル（初回放送 2017年8月7日、ユニオン映画、TBS、監督：吉田啓一郎） - 捜査一課刑事 役
- 警視庁機動捜査隊216 X「引鉄」（初回放送 2019年4月1日、製作：ユニオン映画、TBS、脚本：安井国穂、監督：児玉宜久） - 白丹運転手 役
- MIU404 第4話（初回放送 2020年7月31日、TBS、TBSスパークル、脚本：野木亜紀子、監督：塚原あゆ子） - 浅野大輔 役
- 日本沈没-希望のひと- 第8話（初回放送 2021年12月5日、TBS、原作：小松左京『日本沈没』、脚本：橋本裕志、演出：平野俊一） - 総理会見の記者 ※
- 報道の日2021 第２部「新潟県中越地震」再現（初回放送 2021年12月19日、製作著作：TBS）- 内閣府職員 ※
- ホテルマン東堂克生の事件ファイル〜八ヶ岳リゾート殺人事件〜（初回放送 2022年1月22日、BS-TBS、ジャンゴフィルム、脚本：稲葉一広、監督：児玉宜久）- バックヤードの従業員 役
- 闇金ウシジマくん外伝 闇金サイハラさん 第14話（初回放送 2022年12月20日、MBS、TBS、原作：真鍋昌平、脚本：山岡真介、監督：山口雅俊、土岐洋介）- メジャーで脅される男 役

#### テレビ東京系列
- 命売ります（初回放送 2018年1月13日、制作：BSジャパン、テレパック、監督 - 金澤友也） - 現場リポーター 役
- 記憶捜査〜新宿東署事件ファイル〜 第6話「“永久死体“の殺人トリック!? 白い帽子と1964年10月10日の謎」（初回放送 2019年2月22日、制作：テレビ東京、ホリプロ、脚本：櫻井武晴、監督：白川士） - 勝呂の上司 役
- ドラマスペシャル 堂場瞬一サスペンス ラストライン 刑事 岩倉剛（初回放送 2020年6月29日、テレビ東京、原作：堂場瞬一、監督：本橋圭太） - 南大田署刑事 ※
- 月曜プレミア８ 今野敏サスペンス 呪縛 警視庁強行犯係・樋口顕（初回放送 2020年10月19日、テレビ東京、ユニオン映画、脚本：坂上かつえ、監督：児玉宜久、主演：内藤剛志）- 修理業者の男 役
- 金曜８時のドラマ 今野敏サスペンス 警視庁強行犯係・樋口顕 第2話「蹉跌」（初回放送 2021年1月22日、テレビ東京、ユニオン映画、脚本：大石哲也、監督：金佑彦、主演：内藤剛志）- 靴屋の店主 役
- 春の呪い 第５話（初回放送 2021年6月19日、テレビ東京、ユニオン映画、脚本：大石哲也、監督・脚本 - 落合正幸）- 先導の駅員 役
- ただ離婚してないだけ 第2話「最悪の三角関係」（初回放送 2021年7月15日、テレビ東京、ジェイ・ストーム、東映ビデオ、原作：本田優貴、脚本：田中眞一、演出：安里麻里）- ビジョンを見るサラリーマン 役
- 孤独のグルメ Season9 第6話 食事処さがら（初回放送 2021年8月14日、製作：テレビ東京、制作協力：共同テレビジョン、原作：久住昌之・谷口ジロー、脚本：田口佳宏、演出：北尾賢人）- (ラーメン半カレーの)サラリーマン客 役
- 真夜中ドラマ ごほうびごはん 第1話ほか（初回放送 2021年10月3日〜、制作：BSテレ東・テレパック、脚本：鹿目けい子、演出：金澤友也・苗代祐史・柿原利幸）- すずめ文具堂 社員 ※
- 月曜プレミア８ 今野敏サスペンス 警視庁強行犯係・樋口顕 憐情（初回放送 2022年2月7日、テレビ東京、ユニオン映画、脚本：大石哲也、監督：児玉宜久、主演：内藤剛志）- 照美の取材クルー ※
- 木ドラ24 ゲキカラドウ２ 第10話「辛口中国企業と激辛中国料理」（初回放送 2023年6月9日、テレビ東京、カーツメディアワークス、脚本：神田優、監督：角田恭弥）- ワン専属の中華シェフ 役
- 真夜中ドラマ 湯遊ワンダーランド 第1話 前編「人生終わりかけ」（初回放送 2023年7月16日、テレビ大阪、BSテレ東、PROTX、脚本：舘そらみ、監督：熊坂出）- 挨拶する喪主 役

#### フジテレビ系列
- 世にも奇妙な物語
  - '18 秋の特別編「あしたのあたし」（初回放送 2018年11月10日、制作：フジテレビ、制作著作：共同テレビ、脚本：赤松新、演出：星護）- 救急隊員
  - '21 夏の特別編「デジャヴ」（初回放送 2021年6月26日、制作：フジテレビ、制作著作：共同テレビ、脚本：荒木哉仁、演出：城宝秀則）- 窓外の父娘 役
  - '22 秋の特別編「コンシェルジュ」（初回放送 2022年11月22日、制作：フジテレビ、制作著作：共同テレビ、脚本：金子洋介、演出：松木創）- 松久保七海の担任教師 ※
- ワールド・ポリスカム 史上最悪のバスジャック事件の決定的瞬間（初回放送 2019年8月31日、製作著作：フジテレビ） - SWAT部隊 ヤバット指揮官 役
- シャーロック 第3話（初回放送 2019年10月21日、フジテレビ、脚本：井上由美子、演出：永山耕三） - 市川利枝子の部下 捜査二課刑事 ※
- イチケイのカラス 第2話（初回放送 2021年4月12日、フジテレビ、ケイファクトリー、脚本：浜田秀哉、演出：田中亮） - 浜谷書記官の夫 ※
- 志村けんとドリフの大爆笑物語（初回放送 2021年12月27日、フジテレビ、制作協力：CREDEUS、企画制作：イザワオフィス、脚本：福田雄一・佐藤さやか、演出：福田雄一）- 酔っ払いの男 ※
- モンスター 第8話（初回放送 2024年12月2日、制作：カンテレ、MMJ、脚本：橋部敦子、演出：樹下直美）- 裁判官 役
- 私たちの東京ストーリー 第7話（初回放送 2025年1月7日 フジテレビ、企画・エグゼクティブプロデューサー： 張麗玲、制作著作：大富（日本）、東方吉祥（日本）、北京生活映画文化伝播有限公司（中国）、脚本：張歓喜、江島陽子、綿貫明、演出：張歓喜）- 商談相手の大企業役員 役

#### BS・CS・配信など
- 昭和ダイナマイト（2006年 - 、P.I.C.S.、MTVジャパン、脚本・監督：中尾浩之） - 半田等 役
- トップリーグ 第3話（初回放送 2019年10月19日、WOWOW、原作：相場英雄、脚本：篠崎絵里子、監督：中前勇児） - 週刊新時代 記者 役
- 眼の壁 第3話（初回放送 2022年7月3日、WOWOW、原作：松本清張、脚本：深沢正樹、監督：内片輝） - 萩崎を訪ねる刑事 役
- DORONJO / ドロンジョ EPISODE2（初回放送 2022年10月14日、制作協力：dub、製作著作：WOWOW、AX-ON、原作：「タイムボカンシリーズ ヤッターマン」、脚本：喜安浩平、内藤瑛亮、監督：内藤瑛亮） - 取材のインタビュアー ※
- 家電侍スペシャル ストップ！忠臣蔵（初回放送 2023年1月4日、BS松竹東急、PROTX、脚本：本山久美子・大谷洋介、監督：西古屋竜太） - 同心 役
- BACK TO THE STORIES（配信開始 2025年7月1日、FODショート、制作：N.D.Promotion、協力：共同テレビ、制作著作：フジテレビ、脚本：中村允俊、監督：木村真人）美琴の父 役
- サラリーマン山崎シゲル（配信開始 2025年7月1日、FODショート、制作協力：クリエイティブパープル、制作著作：フジテレビ、原作：田中光、脚本：吉田大吾／鈴木悟史、監督：有川崇／和田眞人）社員コジマ 役

（※ ノンクレジット出演）

### 映画
- カスタムメイド10.30（2005年、レントラックジャパン、監督：ANIKI） - キャバレー新月店員 役
- ナイスの森〜The First Contact〜（2006年、ファントムフィルム、監督：ナイスの森〈石井克人×三木俊一郎×ANIKI〉） - 電車 役
- そらそい（2008年、ナイスレインボー、監督：石井克人・三木俊一郎・オースミユーカ） - 引率の研究室助手・電車 役
※ハワイ国際映画祭招待作品・第59回ベルリン国際映画祭出品作品
- 私は貝になりたい（2008年、東宝、監督：福澤克雄、脚本：橋本忍） - B・C級戦犯の元兵士 役
- 山のあなた〜徳市の恋〜（2008年、東宝、監督・脚本：石井克人、原作：清水宏） - ハイキングの学生・足立 役
- 弁護士・布施辰治（2010年、弁護士布施辰治制作委員会、監督・脚本：池田博穂） - 証言台に立つ警察官 役
- REDLINE（2010年、東北新社、監督：小池健、原作・脚本：石井克人） - ダフ屋 役（声の出演）
- あさっての森（2011年、監督：三木俊一郎） - デンチャ 役
※第16回文化庁メディア芸術祭優秀賞受賞・ハワイ国際映画祭招待作品・第22回ゆうばり国際ファンタスティック映画祭招待作
- 一粒の麦 地 に落ちなば〜求道の人 角田儀平治〜（2012年、製作：角田義一、監督：池田博穂） - 特高警察 刑事 役
- ハロー！純一（2012年、監督・脚本：石井克人・吉岡篤史・川口花乃子） - お掃除おじさん 役
- 日本の青空シリーズ第三弾 渡されたバトン〜さよなら原発〜（2012年、監督：池田博穂） - 巻町の割烹の板前 岩見公太 役
- 人間失格 太宰治と3人の女たち（2019年、松竹、監督：蜷川実花） - 入水の報に駆けつける記者 ※
- Fukushima 50（2020年、KADOKAWA、松竹、原作：門田隆将、監督：若松節朗、脚本：前川洋一） - アナウンサー 役
- 新幹線大爆破（2025年、Netflix、原作：東映映画『新幹線大爆破』（1975年）、監督：樋口真嗣、中川和博、大庭功睦） - はやぶさ60号乗客 役

### ショートムービーほか
- クリエイティブ隅田川（2006年、リクルートメディアコミュニケーションズ 求人ページ「仕事の紹介」、演出：丹羽貴幸・園田定宏） - レポーター役
- お願い!セニョリータ コラボレーションPV「CM版 電車男」篇（2006年、監督：久間敬一郎） - 車掌役（声の出演）
- ナイスの森 特別編〜HMVでの出来事〜 その7「やさしい人、の巻」（2006年、監督：ナイスの森〈石井克人×三木俊一郎×ANIKI〉） - 電車 役
- ホクロ兄弟 フルスロットル!!!! その5「電車の話」ほか（2007年、監督：石井克人） - 電車 役
- ラビパパ（2007年、監督：三木俊一郎 原作：安田弘之） - 理髪店主 役
- 深津絵里のblack comedy ブラコメ 第1話「TAXI episode1」（2007年、GyaO、監督：塚越規） - タクシー運転手 役
- 経済産業省広報DVD「はじめての近代化産業遺産」（2008年） - 工学博士・野呂景義 役
- 東京商工リサーチ 与信管理DVD「危ない会社の見分け方」（2009年、監督：板垣雅和） - 販売会社の若手営業マン 役
- JA共済「支店長の背中4 九月の桜」（2009年、監督：米澤昭宣） - JA職員（梅津栄の孫） 役
- KDDI LISMO Channelオリジナルドラマ「いちごゼミナール」（2009年、監督：石井克人） - 電車 役
- NHKオンライン 「いっしょに踊ろう！NHKオンライン 15周年ダンス」（2010年、監督：オースミユーカ） - 踊りだすスタッフ 役
- JAC リマーカブル・ディレクター・オブ・ザ・イヤー 2010　ファイナリスト「赤い糸」（2010年、演出：大野悟） - 彼氏 役
- KDDI LISMO Channelオリジナルドラマ第21弾「HENCHMEN（ヘンチメン）」（2011年、監督：江口カン） - 有限会社悪玉団 社員 田中ヒデ 役
- インテル すぐネットPC ドラマチックツイートムービー「だれだっけと言われる男」（2011年、監督：日向朝子） - 書店員 役
- NEC LaVie Z 121wareチャンネル『世界最軽量への挑戦』（2012年、監督：柳沢翔） - NEC研究員 役
- 全日本交通安全協会「無事故でGO！セイフティドライブのポイント」（2013年、東映・テレビ朝日映像、監督：柳登志和） - サブ 役
- でんぱ組.inc W.W.D II MV『マイナスからのスタート、やっぱキツい!?』（2013年、トイズファクトリー、監督：柳沢翔） - 落ち武者 役
- コスメディックラブズ バナナスリム 「汗汁姫（かんじるひめ）」の正体！バナナスリム エイプリルフール（2015年、SONOPRONT、監督：園田定宏） - ニュースキャスター 役
- 森永製菓 inゼリーpresents 非公式ハウツー動画『HOW TO SURVIVE COMIC MARKET』（2015年、監督：柳沢翔） - 光線で撃たれるカメラ小僧 役
- 資生堂 ワタシプラス『High School Girl? メーク女子高生のヒミツ』（2015年、監督：柳沢翔） - 女性教師 役
- アプリ 草野球ハイライト PV『草野球の後のビールが100倍美味くなるアプリ』（2016年、監督：松山茂雄） - 声の出演
- 日本郵便 ゆうびん.jp/郵便年賀.jp『年賀状/部屋の中にアイツ篇』『年賀状/巡り巡って篇』（2016年、監督：山本憲司） - 年賀ハガキに追われる男 役ほか
- アサヒ飲料 カルピスソーダ WEB動画『田中みな実の水曜はゆるみソーダ』（2017年、演出：大野悟） - 声の出演
- Lol_(音楽グループ)-エルオーエル- MV 『ｈａｎａｕｔａ』（2017年、avex trax、演出：柳沢翔） - 少年時代の小宮山直人の父親 役
- 東京カレンダー WEBドラマ『港区おじさん』85話（2018年） - 怪しい業界人 役
- ENEOS 東京2020オリンピック聖火リレー物語「その火は、必ず来る。」第7話「継承」（2020年） - 先代社長（角田 晃広）の商店仲間 役
- ブラックサンダー オフィスファイト「心配杉課長編」（2023年）- 心配杉課長 役

### テレビCM
- トヨタ自動車 T-UP（2003年） - 声の出演
- ホームファッションニトリ 天然ゴムマットレス（2004年）
- JINRO パーティーキューブ 「不思議な穴」篇（2004年）
- 富士通 FMV 「横綱の上で」篇（2005年） - ‘漫才トリオ モテナイズ’役
- 日本マクドナルド 百円キャンペーン 「路上パフォーマンス」篇（2005年）
- グラクソ・スミスクライン Zensoku.jp 「スタート」篇（2005年）
- NTT東日本 フレッツ光「パソコン」篇（2006年）
- ローソン おかいどくん「お弁当&パスタ 50円引き実施中」 篇（2006年）
- セガ PSPソフト『脳力トレーナーポータブル2』「え〜っとマン部長」篇（2006年）
- NTT DoCoMo FOMA テレビ電話 「理由」篇（2006年）
- ダイドードリンコ D1 「オトコのイチバン ものまね」篇（2006年）
- Benesse こどもちゃれんじ 「こどもちゃれんじEnglish」CM（2006年）
- セガトイズ Beena「電車大集合!カードであそぼう」（2006年）
- 株式会社西陣 企業CM（2006年）
- ローソン おかいどくん「とくうまっ!フェア開催中!」篇（2007年）
- ダイドードリンコ D1 「コーヒー塾 フィナーレ」篇（30秒）ほか（2007年）
- NTTコミュニケーションズ OCN 「春だ!一番!OCN おじゃるず」篇（2008年）
- ロッテ ACUO イキな刑事「登場」篇・「歓迎会」篇（2008年）
- 関西テレビ・フジテレビ『SMAP×SMAP』"SMAP SPECIAL MONDAY NIGHTS"「イケテル森下」「ダンス」篇ほか（2008年）
- マイクロソフト Xbox 360「待ってたタイトル、360に。デタ」（2008年）
- 第一生命保険 堂々人生 第一でナイト 「あなたが主役」篇（2008年）
- Dole バナナはドール! 「Doleマン登場」編（2009年）
- ぷちえゔぁ DVD 「エヴァンチョー 3DCGあにめ補完計画 DVDver.」（2009年） - 父親 役
- KDDI au もし僕らが、嵐でなかったら 「H001めまい」篇（2009年） - 飛び出す漫才師 役
- カーコンビニ倶楽部 「うのマンVSサソリーザ」篇（2009年） - 車を潰されたドライバー 役
- ハウス食品 ウコンの力「乱入」編（2009年） - 同僚サラリーマン 役
- ハウス食品 ウコンの力「健康にウコン」編（2010年） - 同僚サラリーマン 役
- 大阪ガス「エコジョーズ」編（2010年） - 社員 役
- イエローハット「タイヤ祭り」編ほか（2010年） - 新聞配達員 役
- 凸版印刷 チラシポータルサービス“SHUHOO”「後悔の涙」編（2010年） - 駆け寄るスーパー店員 役
- フレンテ・インターナショナル リコラ スイスハーブキャンディ（2010年） - 上原多香子の同僚社員 役
- 森永製菓 ウイダーinゼリー「スポーツを遊べ。」篇（2010年） - テニスの審判員 役
- シマンテック ノートン・360「犯罪者“N” 逮捕」篇（2010年） - 捜査員 役
- セキスイハイム 東北「ある渡り鳥の決断」篇ほか（2010年、2011年、2013年） - 声の出演
- 大塚製薬 ウルオス「うるおいのあるお肌」篇（2012年） - 寿司屋の板前 役
- 沖電気工業 OKIデータ｜COREFIDO「頑張るリレー」篇（2012年） - 営業マン 役
- ドリコム ファンタジスタドール ガールズロワイヤル守ってあげたい...『サラリーマン編』（2013年） - 守ってあげたい会社員 役
- NHK「突撃!アッとホーム」番組スポットCM「サブちゃん×36」（2014年） - テレビディレクター 役ほか
- ガンホー・オンライン・エンターテイメント パズドラ『パレード篇30秒』（2014年） - 通勤電車の乗客 役
- ベツダイ 不動産買取り「クマ」編（2014年） - 声の出演
- ぷらす1リフォーム「家庭訪問」編（2014年） - 担任教師 役
- アサヒフードアンドヘルスケア 1本満足バー「ヘルシー＆満足』編（2014年） - 同僚社員 役
- 高橋書店 手帳は高橋「未来がはじまるよ。松重豊」編（2014年） - 劇団員 役
- 千葉県 振り込め詐欺撲滅啓発CM「家族の絆2」編（2014年） - 娘の夫 役
- サントリー －196℃ストロングゼロ「ストロンGood！！」編（2015年） - 屋台の店員 役
- DMM.com証券 DMM FX「世界第1位」編（2015年） - 表彰式の司会者 役
- カー用品・カーメンテナンスのジェームス 「ジェームス大感謝祭 秋」（2015年） - 店員 役
- アサヒフードアンドヘルスケア 1本満足バー「マンゾクトレイン」編（2015年） - ちっちゃな駅員 役
- アサヒフードアンドヘルスケア 1本満足バー「満足れぼりゅーしょんPV」篇（2016年） - 「電車」役
- サントリー －196℃ストロングゼロ「夏メシチューハイでギョーザBBQすすむ！」篇（2019年） - 部下 役
- くらしのマーケット 「楽屋トーク」篇（2020年） - 高田純次のマネージャー 役
- TIS インテック「ロボティクス」篇（2022年）- 振り返る男 役

ほか

### 舞台
- チェルフィッチュ『峡谷』（1997年、演出：岡田利規、相鉄本多劇場） - ケンバン 役
- 時間ドロボウ組合『ステージ』（1997年、新宿シアタ—モリエール）
- 『つか版忠臣蔵』（1998年、演出：村田孝明、シアタ—ゆたか（現：シアターブラッツ））
- 『最強八犬伝』（2000年、東演パラータ） - 丶大法師 役
- 劇団裏長屋マンションズ 『裏マン寄席 其の一』（2008年、シアター代官山）
- 星槎 笑い!感動!劇場『8・12 〜絆〜』（2008年、星槎グループ主催 生涯学習センター ラディアン） - 主人公の旧友・沢木慶太 役
- 劇団裏長屋マンションズ 『8・12 〜絆〜』（2008年、シアター代官山） - 主人公の旧友・沢木慶太 役
- 劇団裏長屋マンションズ 『二丁目の奇跡』（2008年、シアター代官山） - バーどらまちっく従業員・花笠みよ子 役
- 劇団裏長屋マンションズ 『秘密の話園』（2009年、シアター代官山） - 北海道の青年・三好優 役
- 劇団裏長屋マンションズ 『病室より愛をこめて』（2010年、シアター代官山） - 大藪病院副院長・白川真太郎 役
- 劇団裏長屋マンションズ 『裏マン寄席其の二-また演ります-』（2010年、シアター代官山） - 古典落語、落語芝居
- 星槎×裏長屋マンションズ PRESENTS公演『8・12 〜絆〜2010』（2010年、星槎 高尾ホール） - 主人公の旧友・沢木慶太 役
- 劇団裏長屋マンションズ 『裏マン寄席其の三-お待んたせいたしました-』（2011年、MAKOTOシアター銀座） - 古典落語、落語芝居
- ザ・ベストスパロウズ公演 『てら版・幕末純情伝』（2012年、アトリエ・フォンテーヌ） - 勝麟太郎 役
- 劇団裏長屋マンションズ 『さよならは言わない』（2013年、シアター代官山） - 大藪病院副院長・白石耕太 役
- 劇団裏長屋マンションズ 『同居人〜それでも朝はやってくる〜』（2014年、築地ブディストホール） - 宅配便の男・長谷川学 役
- 劇団裏長屋マンションズ 『裏マン寄席其の四in中目黒-やっとその気になりました-』（2014年、ウッディーシアター中目黒） - 古典落語、落語芝居
- 劇団裏長屋マンションズ 『8・12〜白球〜』（2015年、築地ブディストホール） - 失業者の男・須磨康介 役
- 劇団裏長屋マンションズ 『帽子が飛んだのは風のせいじゃない』（2016年、シアター代官山） - 的屋の親方・西久保五郎 役

ほか

### 配信ドラマ
- サラリーマン山崎シゲル（2025年7月1日 - 、FOD SHORT）[1]